# Mart de Kruif

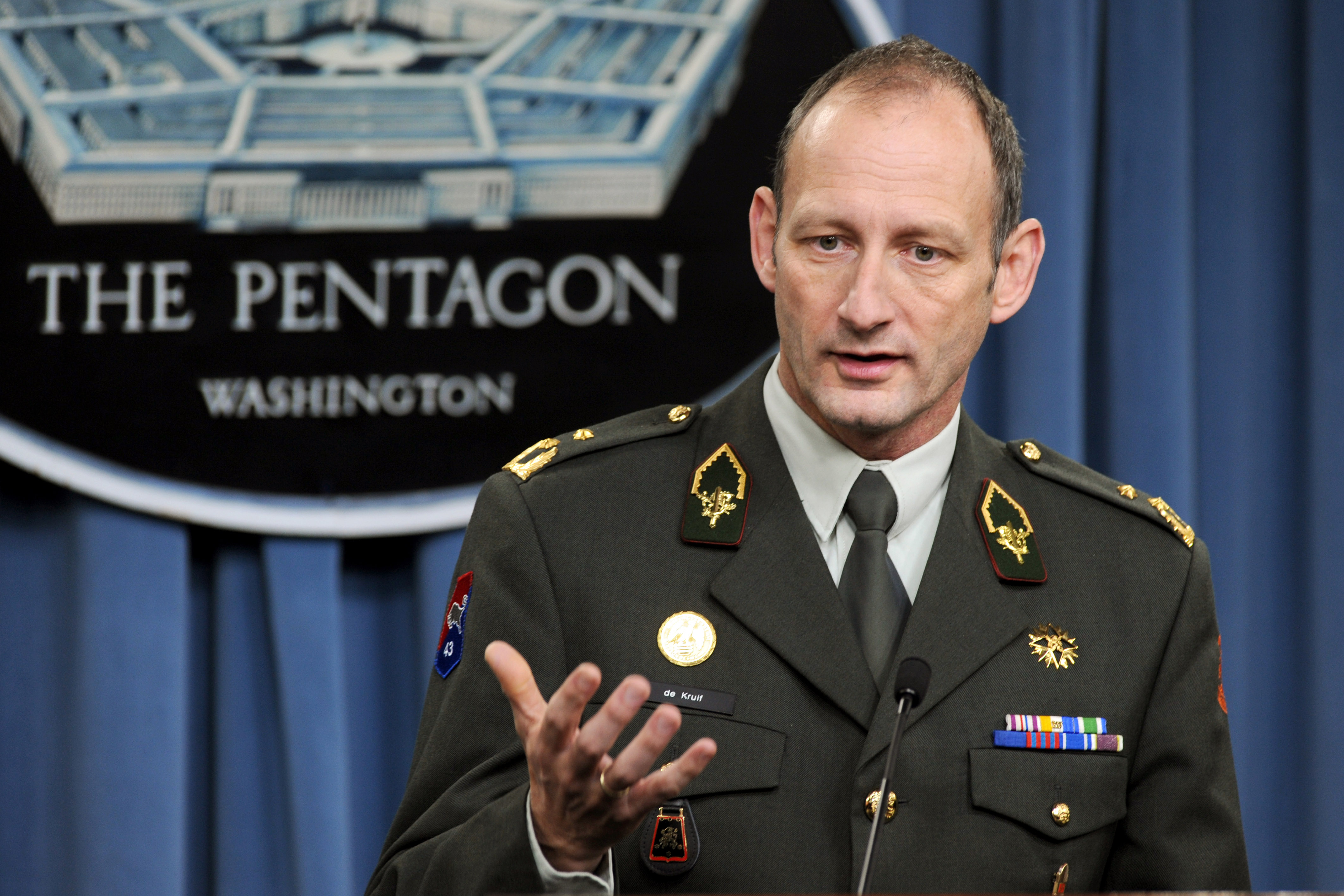
Mart de Kruif (2009, noch als Generalmajor)

Mart de Kruif (* 1. September 1958 in Apeldoorn) ist ein niederländischer Generalleutnant und Befehlshaber der niederländischen Landstreitkräfte, vergleichbar mit dem deutschen Inspekteur des Heeres.

## Leben

### Karriere
Mart de Kruif trat 1977 in die niederländischen Streitkräfte ein und absolvierte seine soldatische und Offizierausbildung in Breda. Ab 1981 war er in verschiedenen Positionen im 11 Pantserinfanteriebataljon eingesetzt. 1991 schloss er in Den Haag einen Kurs zu militärischen Studien erfolgreich ab und wurde im Anschluss im niedersächsischen Seedorf zur 41 Pantserbrigade versetzt, wo er den Posten des S3 im Brigadestab (verantwortlich für Planung, Befehlsgebung und Führung laufender Operationen) bekleidete. 1994 wurde er an die Führungsakademie der Bundeswehr in Hamburg versetzt und absolvierte dort den Generalstabslehrgang.
1996 ging er, zum Luitenant-kolonel (Oberstleutnant) befördert, zum Stab der niederländischen Landstreitkräfte nach Den Haag. Es folgte erneut eine Verwendung in Seedorf als Kommandeur des 42 Pantserinfanteriebataljon, mit dem er 2001 für sechs Monate als Teil des 11. SFOR-Kontingentes in Bosnien-Herzegowina stationiert war. 2002 folgte eine weitere Auslandsverwendung für de Kruif zum Erwerb des Abschlusses als Master in Strategic Studies am United States Army War College in Carlisle in Pennsylvania. Es folgten zwei weitere Stabsverwendungen im Stab des Heeres in Den Haag von 2003 bis 2006, bevor er 2007 das Kommando über die 43 Gemechaniseerde Brigade in Havelte übernahm und zum Brigadegeneraal befördert wurde.
Am 27. März 2008 zum Generaal-majoor ernannt war er von Oktober 2008 bis November 2009 als Commander, Regional Command South im Auslandseinsatz in Afghanistan (ISAF) Befehlshaber von 45.000 Soldaten. Von Mai 2010 an war de Kruif stellvertretender Befehlshaber der Landstreitkräfte, bevor er am 25. Oktober 2011 das Kommando selbst übernahm.

### Auszeichnungen
- Kommandeur des Ordens von Oranien-Nassau (2010)
- Träger der kanadischen Meritorious Service Medal (2011)
- Offizier der Ehrenlegion (2014)

## Privates
Mart de Kruif wohnt mit seiner Frau und vier Kindern in der Provinz Gelderland.